# شامانية كورية

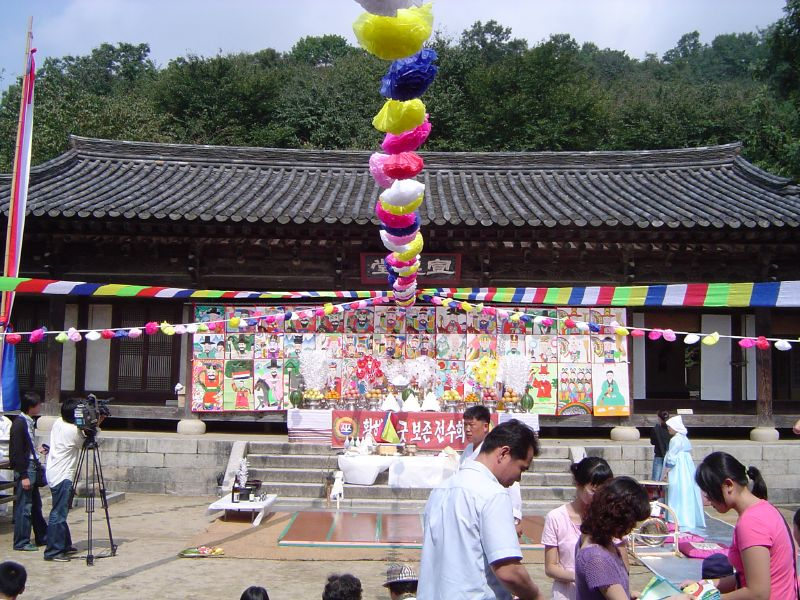

الشامانية الكورية أو الدين الشاماني الشعبي، ويُعرَف أيضًا بالشينيّة أو السينيّة (بالكوريّة: 신교، بالهانجا: 神敎، شينغيو أو شينكيو، ويعني «دين الأرواح أو الآلهة» أو الشندو (بالكوريّة: 신도 بالهانجا: 神道، ويعني «طريق الأرواح أو الآلهة»، هي الدين الكوري العرقي، وهو دين أرواحي متعدد الآلهة يرجع إلى ما قبل التاريخ ويركّز على عبادة الآلهة (신 شِن) والأسلاف (조상 جوسانغ) والأرواح الطبيعيّة. عند الكلام عن الشعائر الشامانيّة تحديدًا (بالكوريّة: 무속، بالهانجا: 巫俗، موسُغ أو موسُك) يستَعمَل مصطلح المويّة (بالهانغُل: 무교، بالهانجا: 巫敎، موغيو أو موكيو) ويعني «دين الشامانات (مو)».
مو هي الكلمة العامّة للشامان (بالهانغُل: 무، بالهانجا: 巫). في اللغة المعاصرة تُسمّى الشامانة الأنثى مودانغ (무당, 巫堂) والشامان الذكر باكسو، وتستعمل ألفاظ أخرى محلّيًّا. ترادف كلمة مو الكورية كلمة وو الصينية (巫) وتعني الشامان ذكرًا كان أم أنثى. وظيفة المودانغ هي أن تتوسّط بين الأرواح أو الآلهة والبشريّة من أجل حلّ العقبات التي تعترض في الحياة من خلال ممارسة شعائر الغوت.
تقوم الشامانية الكوريّة على الإيمان بآلهة متعددة كثيرة وكائنات خارقة وعبادة الأسلاف. يوصَف الشامانات (مو) بأنهم مُختارون.
ترتبط المويّة بالوويّة الصينية والشنتو الياباني والتقاليد الشامانية السيبيرية والمنغولية والمنشوريّة (نسبة إلى منشوريا). ذكر بعض العلماء أن الملك الكوري القديم الذي أصبح بعد ذلك إله الجبال دانغُن مرتبط بإله السماء في شمال آسيا تنغري (تيان) (السماء). يُدعى الشامانات بالوراثة، وهم مألوفون في كوريا الجنوبية، بكلمة تانغول (당골) أو تانغوراري، وهي كلمة يُفتَرَض أنها مرتبطة بالكلمة السيبيرية تنغري (تعني الأرواح أو الآلهة). تشبه المودانغات شابات الميكو اليابانيات واليوتا في جزر ريوكيو. أثّرت الشامانيّة الكوريّة ببعض الأديان الكورية الجديدة، كالتشوندية واليونغسانية، ولم تزل بعض الكنائس المسيحية في كوريا تمارس شعائر ترجع جذورها إلى الشامانيّة.

## المصطلحات

### أسماء الدين
تستعمل مصطلحات أخرى غير الشينية والموية للإشارة إلى الشامانية الكورية، منها غوشندو (고신도, 古神道، وتعني طريق الآلهة الأسلاف)، وتستعمل في سياق حركة الدايجونغية الدينية الجديدة، ومنها بونغوُلدو (風月道 وتعني طريق النور) استعملها العالم الكونفوشيوسي تشو تشيون بين القرنين التاسع والعاشر. تستعمل الجمعيات الشامانية في كوريا الجنوبية مصطلح الشندو أو الموشندو (무신도 طريق الأرواح الشاماني) ليعرّفوا عن جمعيّاتهم أو عضويّتهم، وكلمة موسوغن (وتعني الذين يفعلون الشامانية) للتعبير عن الشامانات.

### أسماء الشامانات
ترتبط كلمة مو الكوريّة (무) بكلمة وو الصينية (巫) وهي كلمة تعبّر عن الشامان من أيّ الجنسين كان، وقد تكون مرتبطة أيضًا بالمنغولية «بو» والتبتيّة «بون». شاع استعمال كلمة مودانغ في السجلّات التي تعود إلى فترة حكم سلالة إي. تُشرَح كلمة مودانغ من حيث علاقتها بالحروف الصينية التي تشير أصلًا إلى «القاعة» (堂) قاعة الشامان. وترجع هذه الكلمة وفق تأصيل آخر إلى الكلمة السيبيرية الدالة على الشامانة الأنثى، وهي أوتاغان أو أوتاكان.
يشيع استعمال كلمة مودانغ للتعبير عن الشامانة الأنثى ولكنها لا تختصّ بها. يسمّى الشامان الذكر أيضًا بأسماء عديدة، منها سانا مودانغ (أي: مودانغ ذكر) في منطقة سول، وباكسو مودانغ، وتختصَر إلى باكسو، وتعني الطبيب أو الشافي، في منطقة بيونغيانغ. يذكر بعض العلماء أن كلمة باكسو كلمة قديمة أصيلة لتمييز الشامان الذكر، وأن عبارات سانا مودانغ أو باكسو مودانغ عبارات حديثة استخدمت نتيجة شيوع الشامانات الإناث في القرون الأخيرة. قد تكون باكسو اقتراضًا كوريًّا من كلمات في اللغات السيبيرية مثل باكسي أو أو بالسي أو باهسيه.
تعدّ نظرية تأصيل المصطلحات الشامانية الكورية في اللغات السيبيرية معقولة أكثر من نظريات الأصل الصيني لأن الثقافة الصينية لم تؤثر في كوريا إلا في فترة متأخرة نسبيًّا من التاريخ الكوري. وعندما تبنّى الكوريّون الحروف الصينيّة غربلوا حضارتهم الدينية الشفهية بغربال الحضارة الصينية.

## أنواع الشامانات وأدوارهم

### الشامان بالوراثة والشامان المبتدئ
يمكن تصنيف الشامانات الكوريين إلى فئتين:
- سيسومو أو تانغول (당골) وهم الشامانات الذين لهم حق إقامة الشعائر بفضل نسبهم.
- كانغشينمو، وهم الذين يصبحون شامانات بعد طقس الانتساب. يكثر الشامانات بالوراثة تاريخيًّا في الجزء الجنوبي من شبه الجزيرة الكورية، أما الشامانات المبتدئون فيوجدون في شبه الجزيرة كله، وإن كانوا يكثرون في النصف الشمالي والأجزاء المجاورة من الصين حيث يسكن الكوريون والمناطق الوسطى على طول نهر هان.[2]

يقوم عمل المو على النموذج الشامل الذي لا يأخذ في الحسبان الإنسان كله فقط، بل وتفاعله مع بيئته، أي يجمع العالم الداخلي والعالم الخارجي. تعدّ الروح مصدر الحياة، وكلّ مرضٍ عضويّ مرتبطٍ ارتباطًا لا فكاك فيه بمرض الروح. أسباب مرض العقل: فقدانُ الروح أو التلبّس أو سيطرة الأرواح الشريرة. يمارس الشامانات الكوريون شعائر الغوت، وهي شعائر مرّت بعدد من التغيّرات منذ فترة مملكتي سيلا وغوريو. وحتى في فترة حكم سلالة جوسون، إذ عُدّت الكونفوشيوسيّة دين الدولة، كانت الشامانيّة قائمة مستمرّة. في الماضي، كانت هذه الشعائر تشمل شعائر زراعية كالدعاء من أجل وفرة الحصاد. ومع ابتعاد كوريا الحديثة عن الزراعة، فُقدت الشعائر الزراعية وصار الشامانات الحديثون يركّزون على المشاكل الروحية في الحياة المدنيّة. ولكن الحكومة تشجّع إحياء الشعائر القديمة.

### تجارب «فقدان النفس» و«الريح الإلهيّة»
يؤمن الشامانيون الكوريون أن الشامانات «مُختارون» اختارتهم الآلهة أو الأرواح في خلال تجربة روحية تعرف بشينبيونغ (مرض الإله أو الشامان)، وهو نوع من النشوة الروحيّة يفقد فيه الشامان نفسه، ويسيطر عليه إله. يُقال إن هذه الحالة تتجلّى في أعراض ألم جسميّ وذُهان. يؤكّد المؤمنون أن هذه الأعراض الجسمية والذهنية لا تشفيها الأدوية، ولكن تُشفى عندما يقبل الشامان أن يكون في وحدة كاملة مع الروح.
من أعراض هذا المرض فقدان الشهية والأرق والهلوسات البصرية والسمعية. ثم يخضع لطقس النيريم-غوت، وهو طقس يشفيه من مرضه ويجعله شامانًا رسميًّا.
يعيش الشامانات الكوريون أيضًا تجربة الشينميونغ (الريح الإلهية) وهي اتصال بإله، يتكلّم فيه الشامان بنبوءات. قد تعيش الشينميونغ أيضًا مجتمعات كاملة عندما يعقد الشامان شعيرة الغوت، وهي لحظة من الشحن الطاقيّ تخفف من الضغط المجتمعي الجسمي والذهني.

## أساطير عن أصول الشامانات
في كل الأساطير التي تشرح مجازيًّا دور الشامانات، فكرة ضمنيّة مفادها أنهم وسائل أو وسطاء للآلهة أو الأرواح أو حتى الشياطين. لا يُعيَّن الشامانات مؤسّسيًّا، بل تعيّنهم الكائنات الخارقة مباشرةً. عمومًا، تشرح هذه الأساطير أن الشامانات -الذين صاروا يُعَدّون أدنى طبقات المجتمع (تشيونمين 천민) في التاريخ الكوري الحديث- لهم طبيعة إلهيّة أو ملكيّة منسيّة، تأتي عادة من نسبهم الذي قد يرجع إلى المؤسسين الأوائل للحضارة. تتضمّن هذه الأساطير أيضا رموزًا عن الحضور الإلهي، كالجبل المقدّس والشجرة المقدّسة، وتتضمّن تجارب مأساوية أو مؤلمة.
يحضر الدبّ في هذه الأساطير عادةً، كما يحضر في أساطير سيبيريا. في الشامامية الكورية سبعة نجوم هي نجوم الدبّ الأكبر، وترتبط بالفعل الإلهي وتعدّ أساسيّة في الولادة.

## الإشارات
1. ↑  Kim، Andrew E. (1 يوليو 2000). "Korean Religious Culture and Its Affinity to Christianity: The Rise of Protestant Christianity in South Korea" (PDF). Sociology of Religion. ج. 61 رقم  2. ص. 117–133. DOI:10.2307/3712281.
2. 1 2  "About Korean shamanism and shamanistic rituals". مؤرشف من الأصل في 2020-01-25.